# 銀山溫泉
38°34′10.9″N 140°31′51.6″E / 38.569694°N 140.531000°E

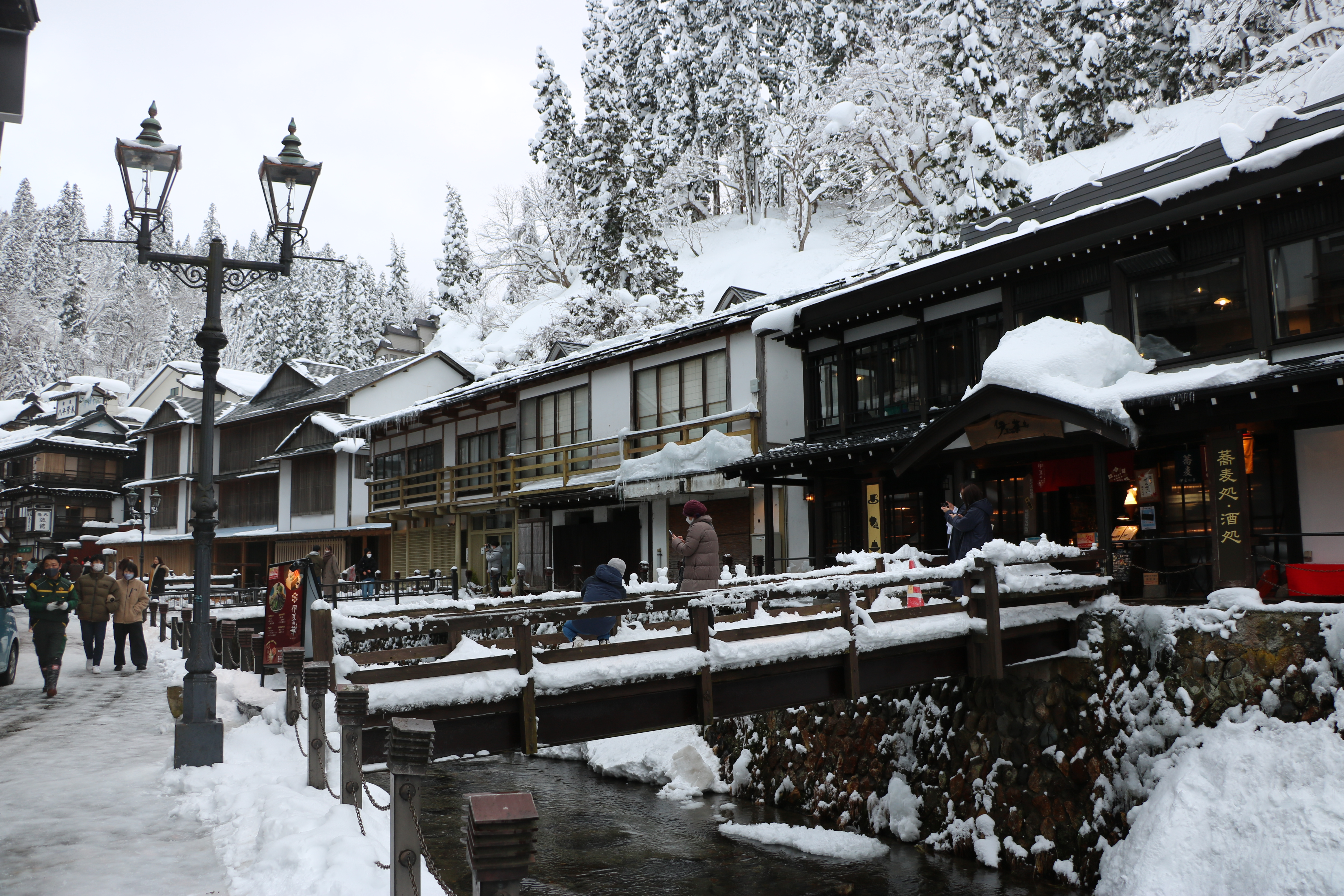
銀山溫泉

銀山溫泉（日语：／ Ginzan onsen）是位於山形縣尾花澤市的溫泉，以其大正時期的懷舊風情和冬季浪漫雪景聞名，並作為日本放送協會（NHK）的晨間劇《阿信》的舞台之一而廣為人知。

## 泉質
銀山溫泉的泉質為硫磺泉。

## 溫泉街
銀山溫泉的旅館沿銀山川兩岸分布，也有公共浴場、足湯。而溫泉街的建物群與景觀受到保存條例的保護，充滿大正浪漫的風情。

## 關連項目
- 溫泉、溫泉街、外湯（日语：外湯）、日本溫泉列表、溫泉番付
- 《純情房東俏房客》（ラブひな）：赤松健的漫畫作品，作品中的「雛田莊」以銀山溫泉街的旅館為原形。

## 外部連結
- 銀山温泉組合 （页面存档备份，存于）